# Reine Untergruppe
Reine Untergruppen spielen in der Theorie der abelschen  (kommutativen) Gruppen eine wichtige Rolle. Ist {\displaystyle A} eine abelsche Gruppe und {\displaystyle U\hookrightarrow A} eine Untergruppe, so kann man eine Gleichung der Form {\displaystyle u=n\cdot x}, die in {\displaystyle A} lösbar ist,  normalerweise nicht in {\displaystyle U} lösen. Das heißt gibt es ein {\displaystyle a\in A} mit {\displaystyle u=n\cdot a}, so braucht es kein {\displaystyle v\in U} zu geben, das ich für {\displaystyle x} einsetzen kann. So ist die Gleichung {\displaystyle 1=2\cdot x} in {\displaystyle \mathbb {Q} } lösbar, aber nicht in der Menge der ganzen Zahlen {\displaystyle \mathbb {Z} } . Bei reinen Untergruppen ist dies  stets möglich.

## Definition
1. Es sei {\displaystyle U} eine Untergruppe der abelschen Gruppe {\displaystyle A}. Sind {\displaystyle u\in U} und {\displaystyle n\in \mathbb {N} }, so heißt eine Gleichung {\displaystyle u=n\cdot x} lösbar in {\displaystyle A}, wenn es ein {\displaystyle a\in A} gibt, so dass {\displaystyle u=n\cdot a} gilt.
2. Die Gleichung heißt lösbar in {\displaystyle U}, wenn es ein {\displaystyle v\in U} gibt mit {\displaystyle u=n\cdot v}. Ist zum Beispiel {\displaystyle U=\mathbb {Z} } und {\displaystyle A=\mathbb {Q} }, so ist die Gleichung {\displaystyle 1=2\cdot x} in {\displaystyle \mathbb {Q} } lösbar aber nicht in {\displaystyle \mathbb {Z} }.
3. Eine Untergruppe {\displaystyle U} der abelschen Gruppe {\displaystyle A} heißt rein, wenn jede in {\displaystyle A} lösbare Gleichung {\displaystyle u=n\cdot x} mit {\displaystyle n\in \mathbb {N} ,u\in U} auch in {\displaystyle U} lösbar ist. Dies ist genau dann der Fall,  wenn für alle natürlichen Zahlen {\displaystyle n\in \mathbb {N} } gilt: {\displaystyle U\cdot n=U\cap A\cdot n}. Dabei ist {\displaystyle U\cdot n=\{u\cdot n|u\in U\}}.
4. Ist {\displaystyle p} eine Primzahl, so ist {\displaystyle U\subset A} p-rein, wenn für alle {\displaystyle k\in \mathbb {N} } gilt: {\displaystyle U\cdot p^{k}=A\cdot p^{k}}.[1][2]

## Beispiele
1. {\displaystyle \mathbb {Z} } ist in {\displaystyle \mathbb {Q} } nicht rein. Denn die Gleichung {\displaystyle 1=2\cdot x} ist in {\displaystyle \mathbb {Q} } lösbar aber nicht in {\displaystyle \mathbb {Z} }.
2. {\displaystyle 0} ist in jeder Gruppe rein.
3. Eine Gruppe {\displaystyle A} heißt teilbar, wenn für alle {\displaystyle n\in \mathbb {N} } gilt: {\displaystyle A\cdot n=A}. Eine teilbare Gruppe ist in jeder Obergruppe rein.
4. Jeder direkte Summand {\displaystyle U\hookrightarrow A} einer Gruppe {\displaystyle A} ist rein in {\displaystyle A}.
5. Ist {\displaystyle (A_{i}|i\in I)} eine Familie von Gruppen, so ist {\displaystyle \textstyle \coprod _{i\in I}A_{i}} rein in {\displaystyle \textstyle \prod _{i\in I}A_{i}}.
6. Die Torsionsuntergruppe {\displaystyle T(A)} von {\displaystyle A} ist rein in {\displaystyle A} und im Allgemeinen kein direkter Summand. Allgemeiner gilt: Ist {\displaystyle B} eine Untergruppe von {\displaystyle A} und die Faktorgruppe {\displaystyle A/B} torsionsfrei, so ist {\displaystyle B} rein in {\displaystyle A}.[3]

## Einfache Tatsachen
Es seien {\displaystyle C\hookrightarrow B\hookrightarrow A} Untergruppen. Dann gilt:
- Ist {\displaystyle C} rein in {\displaystyle B} und {\displaystyle B} rein in {\displaystyle A}, so ist {\displaystyle C} rein in {\displaystyle A}.
- Ist {\displaystyle B} rein in {\displaystyle A} so ist {\displaystyle B/C} rein in {\displaystyle A/C}.
- Ist {\displaystyle (A_{n}|n\in \mathbb {N} )} eine aufsteigende Kette reiner Untergruppen von {\displaystyle A} , so ist {\displaystyle \bigcup \limits _{n\in \mathbb {N} }A_{n}} eine reine Untergruppe von {\displaystyle A}.

## Rein exakte Folgen
Eine kurze exakte Folge
{\displaystyle 0\rightarrow A{\overset {\alpha }{\rightarrow }}B{\overset {\beta }{\rightarrow }}C\rightarrow 0}
abelscher Gruppen heißt rein exakte Folge, wenn {\displaystyle \alpha (A)} rein in {\displaystyle B} ist. Ist  {\displaystyle A} eine abelsche Gruppe und {\displaystyle n\in \mathbb {N} } so bezeichnet man mit {\displaystyle A[n]:=\{a|a\in A,a\cdot n=0\}}. 
Folgende Aussagen für eine exakte Folge abelscher Gruppen sind äquivalent:
- {\displaystyle 0\rightarrow n\cdot A\rightarrow n\cdot B\rightarrow n\cdot C\rightarrow 0} ist exakt für alle {\displaystyle n\in \mathbb {N} }.
- {\displaystyle 0\rightarrow A[n]\rightarrow B[n]\rightarrow C[n]\rightarrow 0} ist exakt für alle {\displaystyle n\in \mathbb {N} }.
- {\displaystyle 0\rightarrow A/nA\rightarrow B/nB\rightarrow C/nC\rightarrow 0} ist exakt  für alle {\displaystyle n\in \mathbb {N} }.
- Die exakte Folge ist rein exakt.[1]